# Élections générales britanniques de 1931 en Écosse
Des élections générales britanniques ont lieu le 27 octobre 1931 pour élire la 36e législature du Parlement du Royaume-Uni. L'Écosse élit 71 des 615 députés.

## Résultats
| Partis | Partis                  | Partis                  | Voix      | Voix  | Voix       | Total des sièges | Total des sièges | Total des sièges |
| Partis | Partis                  | Partis                  | Votes     | %     | +/−        | Sièges           | +/−              |                  |
| ------ | ----------------------- | ----------------------- | --------- | ----- | ---------- | ---------------- | ---------------- | ---------------- |
|        | Gouvernement national   | Gouvernement national   | 1 385 385 | 64,0  |            | 64 / 71          |                  |                  |
|        | Unioniste               | 1 056 768               | 49,5      | 13,6  | 48 / 71    | 28               |                  |                  |
|        | Libéral                 | 205 384                 | 8,6       | 9,5   | 7 / 71     | 6                |                  |                  |
|        | National-libéral        | 101 430                 | 4,9       |       | 8 / 71     |                  |                  |                  |
|        | National travailliste   | 21 803                  | 1,0       |       | 1 / 71     |                  |                  |                  |
|        | Travailliste            | Travailliste            | 696 248   | 32,6  | 9,7        | 7 / 71           | 29               |                  |
|        | Communiste              | Communiste              | 35 618    | 1,4   | 0,3        | 0 / 71           | stagnation       |                  |
|        | Parti national d'Écosse | Parti national d'Écosse | 20 954    | 1,0   | 0,8        | 0 / 71           | stagnation       |                  |
|        | Nouveau parti           | Nouveau parti           | 3 895     | 0,2   |            | 0 / 71           |                  |                  |
|        | Autres                  | Autres                  | 32 229    | 0,8   |            | 0 / 71           |                  |                  |
| Total  | Total                   | Total                   | 2 174 329 | 100,0 | stagnation | 71 / 71          | stagnation       |                  |